# Raúl Villarreal
Raúl Vicente Villarreal (29 ottobre 1909 – ...) è stato un pugile argentino.

## Palmarès

### Olimpiadi
- Bronzo a Berlino 1936 nei pesi medi.